# Elisabeth Wiest
Elisabeth Wiest OCist (* 14. oder 15. Jahrhundert; † 1458) war eine deutsche Zisterzienserin und ab ca. 1444 bis 1458 Äbtissin des Zisterzienser-Klosters Lichtenthal.

## Leben
Elisabeth Wiest wurde um das Jahr 1440 aus dem elsässischen Kloster Koenigsbruck nach Lichtenthal postuliert. Unterschiedlichen Angaben zufolge wurde sie 1444 oder 1447 zur ersten bürgerlichen und insgesamt 18 Äbtissin des Klosters Lichtenthal gewählt. Äbtissin Elisabeth ordnete gleich zu Beginn ihrer Regierungszeit die wirtschaftlichen Belange des Klosters. 1446 kam das Hubgericht zu Neusatz samt Gefällen und Zinsen an das Stift und 1447 erwarb sie das Schaffnereihaus zu Pforzheim einschließlich Scheuer und Hofraite um 80 Pfund Haller. Im Kloster Lichtenthal wurde ein Skriptorium eingerichtet, dass den Nonnen die Anfertigung von Abschriften ermöglichte und so die Ausleihe von anderen Klöstern verringerte. Erwähnung fand hier insbesondere eine Schreib- und Lesemeisterin mit Namen Margaretha, die den Beinamen „Regula“ erhielt. Ihr Aufgabengebiet umfasste hauptsächlich Abschriften von Manuskripten, Zuweisung passender Literatur für das Kloster und die Abfassung und Übersetzung lateinischer Texte in die deutsche Sprache für die tägliche Lektüre der Schwestern. Nach dem Tod des Markgrafen Jakob I. (Baden) übernahm Markgraf Karl I. (Baden) die Regentschaft und legte die Grenzen des Klostergebiets neu fest. Er verfügte u. a., dass Leibeigene des Klosters bei seinen Jagden in den Waldungen der Abtei mithelfen mussten, wobei  dem Kloster als Gegenleistung Abgaben in nicht unerheblichen Maße erlassen wurden. Äbtissin Elisabeth trat urkundlich letztmalig im Jahr 1456 in Erscheinung, sie starb des Jahres 1458. Ihr im Amt als Äbtissin des Klosters Lichtenthal folgte Anna Strauler.